# Municipio de Harrison (condado de Jewell)
El municipio de Harrison (en inglés: Harrison Township) es un municipio ubicado en el condado de Jewell en el estado estadounidense de Kansas. En el año 2010 tenía una población de 33 habitantes y una densidad poblacional de 0,36 personas por km².

## Geografía
El municipio de Harrison se encuentra ubicado en las coordenadas 39°57′57″N 98°12′11″O / 39.96583, -98.20306. Según la Oficina del Censo de los Estados Unidos, el municipio tiene una superficie total de 92.62 km², de la cual 92,51 km² corresponden a tierra firme y (0,11 %) 0,11 km² es agua.

## Demografía
Según el censo de 2010, había 33 personas residiendo en el municipio de Harrison. La densidad de población era de 0,36 hab./km². De los 33 habitantes, el municipio de Harrison estaba compuesto por el 100 % blancos. Del total de la población el 0 % eran hispanos o latinos de cualquier raza.